# Heuvelse kerk
Heuvelse kerk nebo kostel sv. Josefa je novogotický římskokatolický kostel v nizozemském městě Tilburg. Byl postaven mezi lety 1872–1889. Architektem kostela byl Hendrik Jacobus van Tulder. Kostel se nachází na ulici 122 Heuvelring, v těsné blízkosti náměstí Heuvel. Farnost v centru města byla oddělena od farnosti svatého Dionysia van 't Heike, kvůli počtu farníků.
Kostel byl postaven ve dvou fázích. První se uskutečnila od 1872 do roku 1873, kdy byl slavnostně otevřen. Avšak budovatel stavby neměl dostatek peněz na dokončení celého kostela, a proto byl dokončen až v roce 1889, včetně dvou 72 metrů vysokých osmibokých kostelních věží. Kostel je považován za jedno z nejvýznamnějších děl architekta van Tuldera a je jedním z největších novogotických církevních staveb v Nizozemsku.
Budova má monumentální vchod, který zahrnuje okenní růžici a sochu sv. Josefa. Interiér obsahuje okna z barevného skla. Hlavní oltář byl navržen Hendrikem van der Geldem. Kostel je známý díky nepřetržité eucharistické adoraci, která se v něm koná od r. 1991.